# Demetrius Alexander
Demetrius Darnell Alexander (St. Louis, 3 novembre 1975) è un ex cestista statunitense, professionista in Europa e in Asia.

## Palmarès

### Squadra
- Campionato lettone: 1

Barons Rīga: 2007-08
- FIBA EuroCup: 1

Barons/LMT: 2007-08

### Individuale
- Missouri High School Player of the year (1994)
- MVP campionato Giapponese (1999)
- FIBA Eurocup Player of the Year (2008)
- FIBA Eurocup Forward of the Year (2008)
- FIBA Eurocup Import Player of the Year (2008)
- MVP campionato lettone (2008)
- Latvian League Center of the Year (2008)
- Latvian League Import Player of the Year (2008)
- MVP All-Star Game ucraino (2009)